# えんてつカード
えんてつカードは、遠鉄グループで利用できるポイントカードおよびクレジットカードである。

## 概要
2008年9月より運用が開始された、遠州鉄道株式会社が発行する遠鉄グループ関連施設等で利用できるポイントカードおよび、クレジットカード発行会社と提携して発行するポイントカード機能付きクレジットカードである。
以前は三菱UFJニコスと提携してクレジットカードを発行していたが、新えんてつカードでは静銀セゾンカードと提携したクレジットカード（名称はポイント&クレジットカード）に加え、遠鉄ストアで発行していたエブリ夢カード、遠鉄石油で発行していたEシール、バンビツアーで発行していたバンビポイントシールなど遠鉄グループの各ポイントを統合したポイント専用カードを発行した。
遠鉄バス・電車のICカード「ナイスパス」にえんてつカードを登録するとナイスパスの利用でポイントが貯まる（運行精算時のポイント付与は、2018年6月30日で終了。ナイスパスのエコポイント制度は2008年12月31日をもって廃止。）。また、遠州（静岡県西部地域）・東三河（愛知県東部地域）で提示割引などの優待サービスが充実しており、2020年6月現在の会員数は約55万人（うちポイント&クレジットカード17.1万人）。
えんてつカードで加算・利用できるポイントはえんてつポイントと呼ばれ、遠鉄グループ各拠点にて1ポイント=1円として利用が可能（一部店舗では使えない）。

## 沿革
- 1989年 - 日本信販と提携したクレジットカードを発行。
- 2008年9月1日 - えんてつカード<ポイント&クレジットカード>及び<ポイント専用カード>運用開始。
- 2008年11月 - 会員数24万枚突破。<ポイント&クレジットカード>6万枚、<ポイント専用カード>18万枚
- 2009年2月 - 会員数30万人突破。当初目標の5年後を半年間で達成。
- 2010年8月 - 会員数40万枚突破。<ポイント&クレジットカード>10万枚、<ポイント専用カード>30万枚
- 2014年1月 - 会員数50万人突破。えんてつカード50万人達成キャンペーンを開催。
- 2014年4月1日 - 消費増税に際し一部でポイント付与基準の改定。
- 2015年11月 - 遠鉄ストア豊川店にて、えんてつカード<ポイント&プリペイドカード>の限定発行開始。
- 2016年1月 - えんてつカード<ポイント&プリペイドカード>の発行開始、＜ポイント専用カード＞の新規発行終了。
- 2019年10月1日 - 消費増税に際し一部でポイント付与基準の改定。
- 2020年7月 - えんてつカード<ポイント&プリペイドカード>がマイナポイント事業に参画。
- 2022年11月 - 電子マネー「CoGCa」機能付き えんてつカード<ポイント＆プリペイドカード>の発行開始。
- 2023年4月30日 - 電子マネー「EPiCA」サービス終了[1]。

## 種類

### クレジットカード
- ポイント&クレジットカード

国際ブランドはVISA、MasterCard、JCBから選ぶ事が出来る。年会費は永年無料で、えんてつポイントは永久不滅。その他、遠鉄ストアで毎週日曜日、5%OFFになるサービスやセゾンカードの提示割引特典などがある。なお、ナイスパスのオートチャージは現在このカードでのみ可能。

### ポイントサービス専用カード
- ポイント専用カード

クレジット機能が無いポイントカードである。会員規約には原則として中学生以上となっている。ポイントは1年間ポイント付与または利用がない場合、失効する。後述するEPiCAの発行開始時に新規発行を停止。

### プリペイドカード

#### EPiCA
EPiCA（エピカ）は、えんてつカードのポイント専用カードにVISA電子マネー機能を付与したブランドプリペイドカード。入会条件やポイント失効期限等は、ポイント専用カードに準じる。遠鉄グループ以外の国内VISA加盟店でもチャージ分の電子マネーでクレジット決済として支払いが可能。 2020年9月から実施されるマイナポイント事業に参画。2020年9月1日～2022年11月28日の対象期間中に電子マネー「EPiCA」をチャージすると最大5,000円分のマイナポイントが取得でき、自動的にEPiCAにチャージされる（毎月月末までにEPiCAへチャージした金額の25%が翌月末にマイナポイント取得分としてEPiCAに上乗せチャージされる）。なお同じ遠鉄グループではあるが鉄道やバスでは利用できない。2023年4月30日をもってサービス終了。

#### CoGCa
CoGCa（コジカ）は、サービス終了となるEPiCAの後継サービスとして導入された。ポイント専用カードにCGCグループの電子マネー「CoGCa」機能を付与したプリペイドカードである。入会条件やポイント失効期限等は、ポイント専用カードに準じるが、カード発行対象年齢が無制限となり、EPiCAではカードが所有できなかった小学生以下も所有できるようになった（15歳以下は、カード発行手続き時に親権者の同意が必要）。チャージした電子マネーでの支払いは、タッチ決済が可能となり、遠鉄グループ以外では、全国のCoGCa取り扱い店舗で支払いが可能であるが、えんてつポイントは付与されない。これまで通り国内VISA加盟店で利用できる。
遠鉄グループでCoGCaによる支払いが出来る拠点
- 遠鉄ストア全店
- 遠鉄ストア併設マツモトキヨシ、マツモトキヨシさぎの宮駅前店、ほほえみ薬局
- シャトレーゼ遠鉄ストア菊川店、遠鉄ストア湖西店
- 遠鉄百貨店（一部テナント除く）
- ホテルウェルシーズン浜名湖（売店）
- 浜名湖パルパル（チケット売場）
- ホテルコンコルド浜松（フロント）

## 主なポイントサービス加盟店

### ショッピング
- 遠鉄百貨店
- 遠鉄ストア全店
- マツモトキヨシ（遠鉄ストア併設店）、さぎの宮駅前店（単独出店）
- リブロス笠井 - こめや（米屋）、いけとも（衣料）、玉華堂（和菓子）、デューポイント（理容）、マツモトキヨシ（ドラッグストア）、遠鉄ストア（食料品）
- パディ ‐ 玉華堂（和菓子）、めがね工房FUJITA（眼鏡）、マルオー（靴鞄）、いけとも（衣料）、マツモトキヨシ（ドラッグストア）、遠鉄ストア（食料品）
- 遠鉄ストア磐田店併設 - SIENA（衣料）、マツモトキヨシ（ドラッグストア）
- 遠鉄ストア菊川店併設 - シャトレーゼ（洋菓子）、マツモトキヨシ（ドラッグストア）
- 遠鉄ストア湖西店併設 - シャトレーゼ（洋菓子）
- NEOPASA浜松 遠鉄マルシェ上り線・下り線（新東名サービスエリア）
- メープルカフェ（飲食）

### 交通
- 遠鉄電車 - ナイスパスのオートチャージ分および新規/継続定期券のネット予約のみ付与対象。ナイスパスの紐付けデータから自動で付与。
- 遠鉄バス - ナイスパスのオートチャージ分および新規/継続定期券のネット予約のみ付与対象。ナイスパスの紐付けデータから自動で付与。
  - バス・電車とも「ポイント＆クレジットカード」決済による、ナイスパスのオートチャージサービスが利用可能で、税込1,000円毎に10ポイントが付与される。一方、新規/継続定期券のネット予約サービスによる購入では税抜100円毎に1ポイントが付与される。
  - 以前はバス・電車とも乗車時は支払運賃（定期券利用分を除く）に、定期券は購入金額に対して税抜100円毎に1ポイントが付与されていた。
- e-wing（空港直行バス） - ポイント券の配布は2018年6月で終了。現在は、窓口での乗車券購入時に1ポイント＝1円として10ポイント単位で利用可能。
- e-LineR（横浜線、渋谷・新宿線、大阪線）- ポイント券の配布は2018年6月で終了。現在は、窓口での乗車券購入時に1ポイント＝1円として10ポイント単位で利用可能。
- 遠鉄タクシー - 2019年10月より、えんてつカードでのクレジット払いに限り税抜100円毎に1ポイントが利用日の翌月以降に自動加算される方式に変更された。また、2020年2月よりEPiCAチャージ分による支払いがポイント対象に加わり、税抜100円毎に1ポイントが利用日の翌月以降に自動加算される方式が追加されたが、EPiCAサービス終了の影響により2022年10月31日をもって本サービスは終了している。

### スポーツ
- 遠鉄スポーツクラブエスポ
- 浜松カントリークラブ

### ホテル・レジャー
- ホテルウェルシーズン浜名湖
- 華咲の湯
- 浜名湖パルパル
- 浜名湖オルゴールミュージアム
- かんざんじロープウェイ
- ホテルコンコルド浜松

### 旅行
- バンビツアー - 2018年夏よりポイント券の配布は終了。対象コースをWEB予約をした場合のみポイントが付与される。日帰り100ポイント、1泊200ポイント、宿泊数に応じて+1泊ごとに+100ポイントされる。

### カーライフ
- トヨタレンタリース浜松
- 遠鉄整備センター
- 遠鉄石油（直営10店舗）
- スズキアリーナ寺脇

### 住まい・暮らし
- 遠鉄の不動産
- 遠鉄のリフォーム
- 遠鉄石油（プロパンガス、灯油配達）
- アクアクララ遠鉄
- 遠鉄食品検査センター（シロアリ駆除）

## キッズクラブ

### 概要
えんてつカード会員の小学生以下の子どもが入会できる「えんてつカードキッズクラブ」があり、会員登録すると一人1枚のスタンプカードが発行される。スタンプカードは、指定の遠鉄グループ窓口や提携施設で提示をするとスタンプがもらえたり、割引等の特典が受けられる。また、子どもの誕生月にはバースデー特典による割引や無料サービスが充実している。毎月配信されるキッズクラブメールマガジンで、子どもに関するイベント情報（遠鉄グループのほか浜名湖ガーデンパーク等の提携施設のイベントも含む）の告知や参加者募集、子ども向け商品の告知などを行っている。

### スタンプカード
えんてつカード会員の0～12歳（小学校6年生まで）の子どもが入会でき、1人1枚発行される。カードに有効期限は無いが、中学生になる4月時点で自動的に退会となる。スタンプカード1枚につき、最大30個のスタンプを貯めることができ、スタンプ10個または20個が貯まった場合、遠鉄ストアで文具や玩具を1つもらえる。30個たまった場合は、さらに浜名湖パルパルのキャラクターグッズや遠鉄百貨店でつかえるおやつ引換券のいずれかと交換でき、この際にスタンプカードは回収され、新たなスタンプカードをもらえる。

### キッズクラブのスタンプがもらえる加盟店、施設
【100円(税抜)以上のお買い物で1日1拠点につき1つスタンプがもらえる加盟店、施設】
- 遠鉄ストア（※一部店舗除く） - 押印時にプチお菓子がもらえる！
- 遠鉄百貨店 - 本館5階ベビー・こども服またはおもちゃ売場
- NEOPASA浜松 遠鉄マルシェ上り線・下り線（新東名サービスエリア）
- ホテルコンコルド浜松（レストラン）
- マツモトキヨシ（遠鉄ストア併設店）　※さぎの宮駅前店は対象外

【入場・利用の際に受付で1日1回スタンプがもらえる加盟店、施設】
- 浜名湖パルパル
- 浜名湖オルゴールミュージアム
- 華咲の湯
- 遠鉄スポーツクラブ・エスポ - エスポジュニアスクール／エスポキッズ

【利用で1乗車につき1枚シールがもらえる加盟店、施設】
- 遠鉄タクシー - シールはスタンプカードに貼りつけるとスタンプとしてカウントされる

### キッズクラブスタンプカードの提示で限定特典が受けられる加盟店、施設
- 遠鉄百貨店 - 新館地下1階＜まるたや洋菓子店＞、本館3階＜ナナズグリーンティー＞、別館アップオン＜エ・プロント＞
- 遠鉄スポーツクラブ・エスポ